# Niels Trolle
Niels Birgersson Trolle, född 20 december 1599, död 20 september 1667 i Köpenhamn, var en danskt riksråd och ståthållare. 

## Biografi
Niels Trolle föddes 1599. Han var son till ståthållaren Birger Trolle på Köpenhamn och Anna Munk (Lange). Trolle blev student vid Strassburgs universitet och gjorde resor till Tyskland, Frankrike, Italien och England. 1621 blev han student vid Paduas universitet och var från 1623 till 1625 hovjunkare. Trolle blev 1628 ryttmästare vid Själlands kompani och var från 1634 till 1641 ståthållare i Köpenhamn. Från 1641 till 1656 var han ståthållare i Roskilde och var även från 1642 landkommissarie på Själland. År 1644 blev han generalproviantkommissarie och 1645 riksråd och riksviceamiral. Trolle blev 1648 riddare och senare generalkrigskommissarie på Själland. Från 1656 till 1661 var han ståthållare i Norge. Trolle avled 1667 i Köpenhamn och begravdes i Roskilde domkyrka.

### Egendom
Trolle ägde Trolleholm, Rygård och Snedinge på Själland.

### Familj
Trolle gifte sig första gången 23 juli 1626 i Odense med Mette Rud (1606–1632), dotter till Corfitz Rud och Brita Rosensparre.
Trolle gifte sig andra gången 16 oktober 1636 med Helle Rosenkrantz (1618–1685), dotter till kommendanten Holger Rosenkrantz och Lene Gyldenstierne. De fick tillsammans sonen ryttmästaren Arvid Trolle.